# Lia Gottfarb
Lia Gottfarb, född 7 april 1921 i Lwów, död 10 februari 1971 i Danderyds församling, Stockholms län, var en polsk-svensk inredningsarkitekt.
Gottfarb, som var dotter till doktor Adolf Rothfeld och Flora Landau, avlade studentexamen 1938 samt utexaminerades från Johanna Brunssons vävskola 1942 och från Högre konstindustriella skolan 1949. Hon var anställd hos arkitekterna Carl-Axel Acking och Sven Hesselgren 1949–1954, hos arkitekt Hans Asplund 1954–1957 och bedrev därefter egen arkitektverksamhet. Hon ritade bland annat (tillsammans med Hans Johansson) inredningen till Eskilstuna stadsbibliotek och huvudbiblioteket i Täby köping.